# Generaldiözese Bockenem

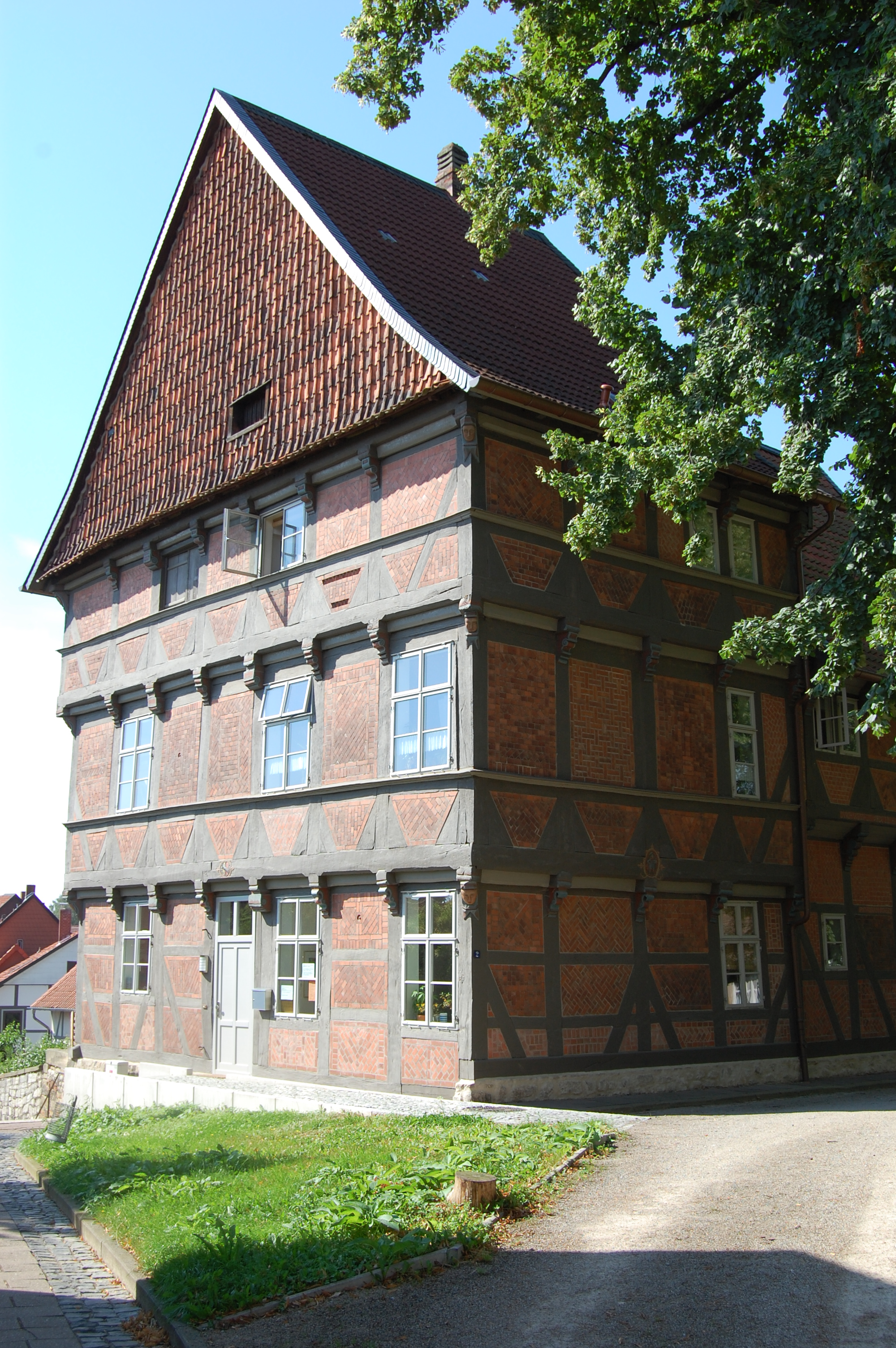
Gebäude der Superintendentur Bockenem

Die Generaldiözese Bockenem war ein kirchlicher Aufsichtsbezirk im Bereich der heutigen Evangelisch-lutherischen Landeskirche Hannovers.
Die Generalsuperintendentur wurde gemeinsam mit der in Alfeld 1569 kurz nach dem Regierungsantritt des Herzogs Julius von Braunschweig-Wolfenbüttel errichtet und war mit Ausnahme der Jahre 1679 bis 1690 mit der ersten Pfarrstelle in Bockenem verbunden. 1679 bis 1690 war der Sitz des Generalsuperintendenten in Salzgitter. Das Gebiet der Generaldiözese war in die drei Spezialsuperintendenturen Nette, Niederfreden und Seesen untergliedert. Die Superintendentur Seesen wurde später nach Greene und Gandersheim verlegt.
Die Generaldiözese Bockenem wurde 1806 aufgehoben und mit der Generaldiözese Alfeld zur neuen Generaldiözese Hildesheim vereinigt.

## Generalsuperintendenten
- 1569–1576: Christoph Jacobi
- 1576–1592: Johann Schaber
- 1592–1622: Johannes Strube
- 1622–1630: Eberhard Mesomylius
- 1636–1642: Christian von Fincke
- 1642–1649: Achatius Mylius
- 1649–1678: Ottorabius Georg Scriba
- 1679–1690: Heinrich Schomburg (in Salzgitter)
- 1690–1721: Philipp Peter Guden
- 1721–1733: Johann Heinrich Wedderkamp
- 1733–1772: Friedrich Daniel Lamprecht
- 1772–1806: Konrad Daniel Schumacher